# 7號球

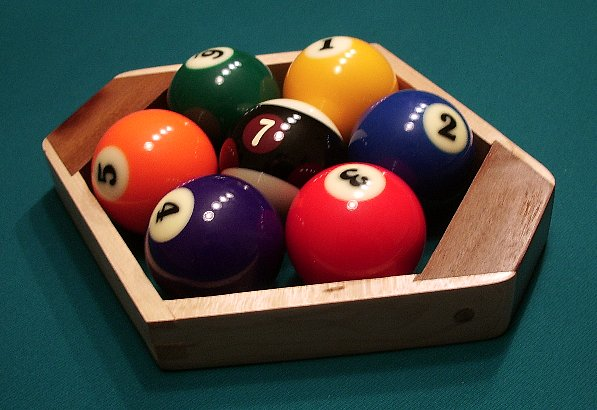
7號球

7號球是撞球運動的其中一種玩法，其規則類似於9號球。其中，7號球是以特殊的條紋來取代一般的7號球，7號球對於訓練撞球較有利。